# 日食

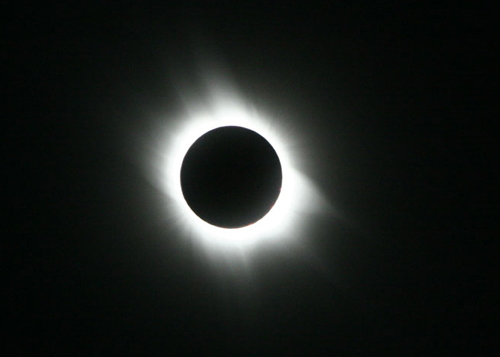
2006年3月29日のトルコでの皆既日食

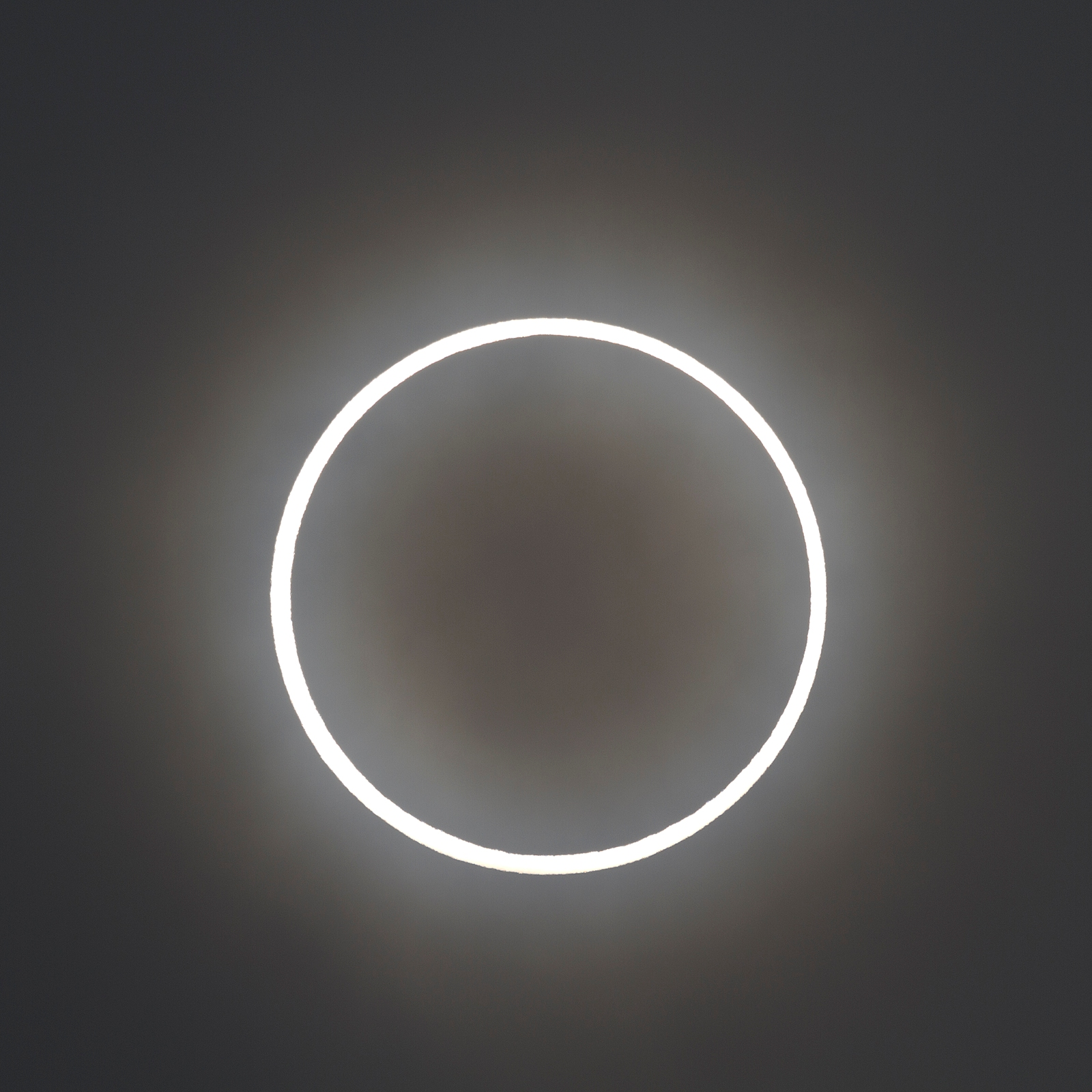
2012年5月21日に茨城県鹿嶋市で観測された金環日食

日食をかなり簡易に描いた図。陰の頂点に当たる地域では皆既日食という天文現象が見られる。頂点の周辺（灰色部分）は部分日食が見られる範囲である。

日食（にっしょく、solar eclipse）とは太陽が月によって覆われ、太陽が欠けて見えたり、あるいは全く見えなくなったりする現象である。
日蝕と表記する場合がある。
朔すなわち新月の時に起こる。

## 種類

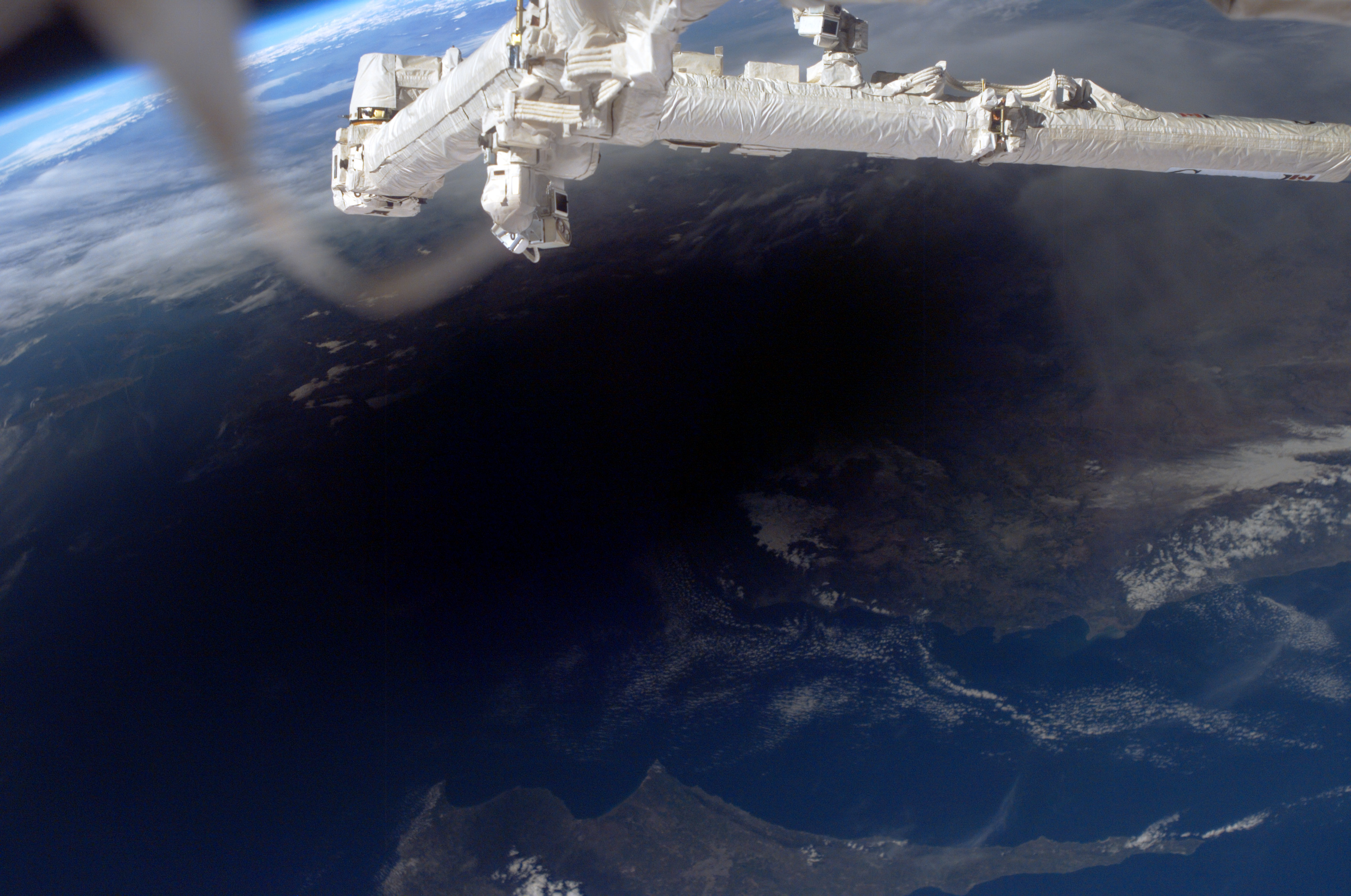
皆既日食で月の影に入ったトルコとキプロス（国際宇宙ステーションより、2006年3月29日）

月と太陽の視直径はほとんど同じであるが、月の地球周回軌道および地球の公転軌道は楕円であるため、地上から見た太陽と月の視直径は常に変化する。月の視直径が太陽より大きく、太陽の全体が隠される場合を皆既日食（または皆既食、total eclipse）という。逆の場合は月の外側に太陽がはみ出して細い光輪状に見え、これを金環日食（または金環食、annular eclipse）と言う。場合によっては月と太陽の視直径が食の経路の途中でまったく同じになるため、正午に中心食となる付近で皆既日食、経路の両端では金環日食になることがあり、これを金環皆既日食（または金環皆既食、hybrid eclipse）と呼ぶが、頻度は少ない。皆既日食と金環日食および金環皆既日食を中心食と称する。
中心食では本影と金環食影が地球上に落ちて西から東に移動しその範囲内で中心食が見られ、そこから外れた地域では半影に入り太陽が部分的に隠される部分日食（または部分食）が見られる。半影だけが地球にかかって、地上のどこからも中心食が見られないこともある。
また日の出の際に太陽が欠けた状態で上る場合を特に日出帯食、逆に欠けた状態で日の入りを迎える場合を日入帯食（日没帯食）と呼ぶ。この場合、いずれも食の最大を迎える前と食の最大を過ぎた後に分類される。

## 原因

黄道（黄色線）・白道（灰色線）。図で両方の交わる部分が交点で、上を降交点（月が天の北極側から南極側に移る）、下を昇交点（同じく、南極側から北極側へ）と呼ぶ。日食は、月と太陽が同時に交点又はその付近に位置した場合に起こる。

直接の原因は、地球の周囲を公転する月が地球と太陽の間に来て、月の影が地球上に落ちる事による。月の影に入った地域では、太陽が欠け、あるいは全く見えなくなる。

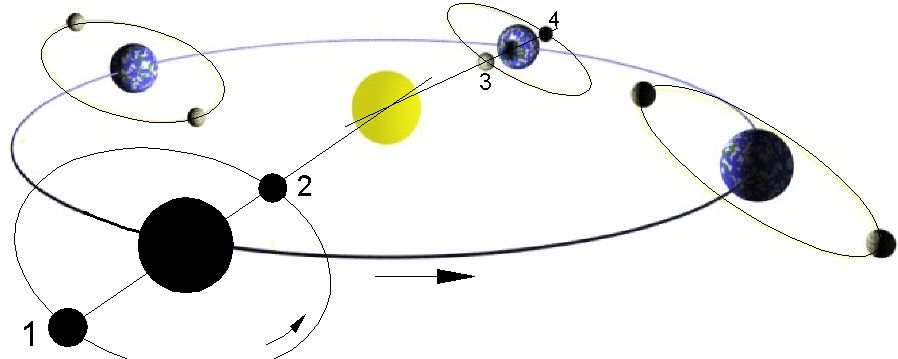
日食が見られる場合と見られない場合を模式的に描いた図。左下と右上では、朔（新月）の時にちょうど地球と太陽の間に月が入っており、月の影が地球に達して日食となり、また逆に月が地球の影に入って月食になる。左上と右上では、朔になっても月が地球と太陽の間にないため、月の影は地球の上側（右上の図）や下側（左上の図）を通り、日食は起きない。月食も同様。

地上から見た太陽は、毎日昇っては沈む「日周運動」とは別に、黄道と呼ばれる仮想の軌道を1年で1周している。太陽は明るいので目で見たのではわからないが、星座の間でゆっくり位置を変え、365.2422日で元の点に戻る。すなわち1日に角度で約1度動く事になる。同じく月は、白道と呼ばれる仮想の軌道を27.3217日で1周する。地上から見ると、月の方がおよそ13倍も速く天球上を動く事になる。ただし、月が太陽を追い越す時が朔すなわち新月であり、地球を挟んで月が太陽と180度の位置に来た時が望すなわち満月であるが、朔から次の朔までの時間、つまり満ち欠けの周期は29.5306日である。月の公転周期27.3217日は朔望月の周期29.5306日と一致しないが、これは公転周期が宇宙空間（恒星）を基準に置いているためである。一方、地球は太陽の周囲を円に近い軌道を描いて公転しているため、月が朔の日から1周公転しても地上から見る太陽が黄道上を先行してしまっており、月が太陽に追いついて次の朔になるには2.2089日余分にかかる事になる。もし黄道と白道とが一致していれば、29.5306日ごとに起こる朔においては必ず月が太陽を覆い隠す、つまり月の影が地球上に達して日食が起こり、望には必ず月は地球の影に入って月食が起こるはずである。しかし実際には黄道と白道とは約5.1度の傾きでずれているため、朔の時（日月の合と言う）でも月が太陽の上や下を通過する場合や、望（日月の衝と呼ぶ）に際しても地球の影の外を通る場合が多い。日食が起こるのは、月が黄道・白道の交わる点つまり交点（月の昇交点・降交点）付近で朔となる時に限られ、月食も交点付近で望になる時に限られる。太陽を基準にすれば、太陽が交点付近にいる時に月が来て朔になれば日食が起こる事になる。
太陽が交点付近にある期間を食の季節と言い、日食はこの期間以外には発生しない。交点は2ヶ所ある、つまり昇交点と降交点が相対しているので、太陽が黄道を1周する間に日食が起こる機会が2度ある。ただし、交点は太陽による月への摂動のため、1年に19度ずつ後退しており、太陽が交点を出て再び戻って来る周期は346.6201日となる。これを「食年」と称するが、実際の日食や月食は約346日から347日周期（交点は2ヶ所あるので、起こるとすれば半分の約173日周期になる）では起こっていない。日食は朔の時にしか起こらないから、食年に最も近い日数となる12朔望月すなわちおよそ354日周期（交点は2ヶ所あるので、半分の6朔望月、およそ177日周期になる）で見られる。表は、21世紀初頭の日食の一覧であるが、桃色・水色で区分したそれぞれの日食は、ほぼ354日周期で発生している事がわかる。
| 年月日（世界時） | 食の種類 | 食の起こる地域                                     | 備考             |
| ---------------- | -------- | -------------------------------------------------- | ---------------- |
| 2007年3月19日    | 部分食   | ユーラシア中央・東部                               |                  |
| 2007年9月11日    | 部分食   | 南アメリカ中部・南部、南極                         |                  |
| 2008年2月7日     | 金環食   | 南氷洋、南極半島                                   |                  |
| 2008年8月1日     | 皆既食   | 北アメリカ北端、北極、シベリア、中国西部           |                  |
| 2009年1月26日    | 金環食   | 南大西洋、南インド洋、インドネシア、フィリピン     |                  |
| 2009年7月22日    | 皆既食   | インド、中国南部・中部、奄美群島、南太平洋中部     |                  |
| 2010年1月15日    | 金環食   | 中央アフリカ、インド洋、東南アジア、華北           |                  |
| 2010年7月11日    | 皆既食   | ニュージーランド北島洋上、南太平洋、南アメリカ南端 | 日本時間では12日 |
| 2011年1月4日     | 部分食   | ヨーロッパ、北アフリカ、中央アジア                 |                  |
| 2011年6月1日     | 部分食   | グリーンランド、東シベリア                         | 日本時間では2日  |
| 2011年7月1日     | 部分食   | 南氷洋                                             |                  |
| 2011年11月25日   | 部分食   | 南大西洋、南氷洋、オーストラリア南方               |                  |
| 2012年5月20日    | 金環食   | 華南、日本、アリューシャン列島、北アメリカ         | 日本時間では21日 |
| 2012年11月13日   | 皆既食   | オーストラリア北部、南太平洋、南アメリカ西沖       |                  |

※表のデータは、主として『理科年表 平成26年』によった。
食年（346.6201日）と12朔望月（354.3672日）には7〜8日もの差があるが、それでうまく日月が重なり、日食が起こるであろうか。太陽と月は共に30分前後の視直径であるから、ちょうど交点でなくとも、その前後の場所で出会えば食が起こり得る。その範囲は、条件により多少異なるが、交点の前後15度から18度程度である。仮に交点から15度もしくは18度近く離れた所で月と太陽が最接近（日月の合）すれば、月は太陽の一部を隠して北極もしくは南極付近で食が見られる。その約354日後には日月は更に交点の近くで合となり（最接近し）、低緯度で中心食となる。しかしその後は月と太陽は離れる一方となり、4回程度で食は起こらなくなる。上の表で、例えば桃色の場合は南極での中心食で始まり、急速に北上して北半球で周期を終えており、水色で示した食は、北極に近い高緯度での中心食に始まり、南下して南極での部分食として終わっているのがわかる。すなわち、太陽が交点から反対側の交点に行くには173.3101日弱かかり、元の交点に戻るのには346.6201日を要する一方、6朔望月は177.1836日、12朔望月は354.3672日である。従って、月と太陽の位置のずれは回数を重ねるごとに大きくなる。それは、ある時点で日食が起きた場合、いつまでもその状況は続かず、4回ほどで途切れてしまう事を意味する。回を重ねるたびに日月の距離が大きくなり、ついには食を起こさなくなるのである。むろん、新たな周期が始まっては繰り返され、よって日食が途絶える事はないのは、表を見ても明らかである。
通常は交点での日月の合は1回であるが、太陽の移動速度は1日に1度というゆっくりしたものであるため、交点から離れた手前で合となって食を起こした場合、29.536日後に再び月が巡って来た時にもまだ食の起こる範囲内にいる場合がある。従ってこのような場合には1ヶ月足らずの間隔で日食が見られる。ただし、日月の位置の隔たりが大きいので、起きる食は高緯度での部分食がほとんどで、表の2011年がそれに当たる。まれに中心食になっても極地で辛うじて見られる程度である。
さて、黄道と白道は天球を取り巻く円（正確には楕円）で表わされる。これらが傾きを持って交差しているから、交点は円の中心をはさんで2ヶ所ある事はすでに何度も述べたとおりで、従って食の季節は通常は年2回であり、日食は1年に最低2回は必ず起こる。しかし、食の季節が3回になる年もある。これは、既に述べた如く、交点が太陽の動く方向と逆向きに動いている（前進している）ためである。もし交点が固定されていれば太陽は平均およそ365日周期で元の交点に戻り、これが食年となるが、実際には346.6201日でしかない。食年は1年より19日ほど短いので、年の初めに食の季節があれば、年末に3度目の食の季節が巡って来る事になる。一方、前述の通り1朔望月は29.5306日であるから、これを12倍すると約354日になり、やはり1年よりおよそ11日短い。従ってある年の1月初めに日食があれば、その年半ばと12月末の3回日食が発生する機会が訪れる。前述のように、食の季節には日食が少なくとも1回、多い時には2回起こる。よって日食は年によっては3回ないし4回、まれには5回起こる（1935年）。
ただし、日食が連続して起こるにはどうしても1朔望月つまり約29.5306日を隔てなければならないから、仮に3回の食の季節に全て2回ずつ日食が起きたとしても、その期間は365日を越えるため、最も多い年でも日食の回数は5回が限度である。また、食の季節であっても月食は起きないこともある。月食が全くない年が数年に1度あり、発生頻度で見れば日食は月食より多い。詳しくは月食を参照。しかし日食は月の影に入った地域でしか観測できないため、地球全体で見れば日食は頻繁に起きていてもある地域に限定すると日食が観測される事は少ないが、月食は起きている時に月が見えている所では必ず観測できるので、一般には月食の方が見られる頻度が多い。
上記の例から、日食に周期性があり、予報できる可能性がある事がわかる。

## 日食の予報
前の章で記述した354日周期又は177日周期は、地球全体から見れば最も短く扱いやすい予報法であるが、古代人の予報手段には使えない。食が起こる地域が大きく変動する一方、古代の人々は自分たちの居住地から大きく移動する事はなかったし、遠く離れた地域からの情報を入手するのも不可能であったから、地球全体での食の発生を知る事はできず、日食を見る機会はもっぱら自分たちの住む地域とその周辺に限られる。そうした制限下では、日食はあたかも不規則に起こるように見えるため、現在のような天文学知識の無い古代の人々は、突然太陽が欠け、時には見えなくなる日食の発生を非常に恐れたが、やがてその発生に強い規則性があることが知られ、原因はわからないながらも予報できるようになった。
実際には、日食・月食は天球上の月と太陽の規則的な運行周期の一致により発生するもので、いわば日月の運行周期の公倍数として考え得る。その視点に立てば、地球上の1地点でも食はかなり規則的に起きるので、ある程度の期間にわたって食発生の統計が得られれば予報が可能となる。ただし、そうした周期は非常に長いので、人間の一生程度の時間では把握できない。食の予報は、人類が文字を発明して数百年もの長期にわたってデータを蓄積できるようになって初めて実現した。

### 予報の歴史
日食や月食の予報は、まだ地動説はおろか地球が丸い事さえ知られていなかった時代に既に行われていた。長期にわたる記録を整理して、食の発生に周期性があるのを発見したためである。
古代において、日食は重大な関心を持たれていた。中国の日食予報として著名な逸話に、紀元前2000年頃の夏の時代に、羲氏と和氏という2名の司天官が酒に酔って日食の予報を怠ったため処刑された、と『書経』に記されている、いわゆる「仲康日食」がある。
事実であれば当時既に日食の予報が行われていた事になって、世界最古の日食予報になる。唐代以降、東西の多くの天文学者がこの日食の比定を試みたが、この記事に完全に符合するものは見つかっていない。
中国においては1994年に存在が確認された「上博楚簡」と呼ばれる竹簡の中に『競建内之』と称される物があり、斉の桓公が皆既日食を恐れて鮑叔の諫言を聞いたという故事が載せられている。『史記』においては専横を敷いていた前漢の最高権力者呂后が日食を目の当たりにし「悪行を行ったせいだ」と恐れ、『晋書』天文志では太陽を君主の象徴として日食時に国家行事が行われれば君主の尊厳が傷つけられて、やがては臣下によって国が滅ぼされる前兆となると解説しており予め日食を予測してこれに備える必要性が説かれている。中国の日食予報は戦国時代から行われていたが、三国時代に編纂された景初暦において高度な予報が可能となった。
このため、日本の朝廷でも持統天皇の時代以後に暦博士が日食の予定日を計算し天文博士がこれを観測して密奏を行う規則が成立した。養老律令の儀制令・延喜式陰陽寮式には暦博士が毎年1月1日に陰陽寮に今年の日食の予想日を報告し、陰陽寮は予想日の8日前までに中務省に報告して当日は国家行事や一般政務を中止したとされている。六国史には多くの日食記事が掲載されているが、実際には起こらなかった日食も多い。ただしこれは日食が国政に重大な影響を与えるとする当時の為政者の考えから予め多めに予想したものがそのまま記事化されたためと考えられ、実際に日本の畿内（現在の近畿地方）で観測可能な日食（食分0.1以上）については比較的正確な暦が使われていた奈良時代・平安時代前期の日食予報とほぼ正確に合致している。
1183年の治承・寿永の乱の水島の戦いでは戦闘中に金環日食が発生し、源氏の兵が混乱して平氏が勝ったと源平盛衰記などの史料に記されている。当時、平氏は公家として暦を作成する仕事を行なっていたことから平氏は日食が起こることを予測しており、それを戦闘に利用したとの説がある。
江戸時代の1839年（天保10年）には、金環食が発生した。幕府の役人は従来の中国式の予測時刻と伝来したばかりの西洋式の金環食の予測時刻、2種類の計算を行い、築地の海岸で観測を行った。西洋の方法での予測が的中し見える位置、時刻ともに正確であった。以降、西洋の天文学が日本で急速に広まっていった。
西洋においては、トルコから西アジアにかけて領土があったメディア王国とリディア王国が長期にわたり戦争を続けていた紀元前6世紀始め頃、ギリシャの哲学者タレスが予言していた日食が実際に起き、両国は和を結んだという話が、ギリシャの歴史学者ヘロドトスの『歴史（ヒストリア）』に書かれている（日食の戦い）。これも多くの天文学者の興味をそそり、その日食を特定する試みが為され、紀元前585年5月28日の皆既日食と推定された。この日食は南アメリカ北端から北大西洋を通り、ヨーロッパを経てトルコ北部からカスピ海の南に達したものであるが、異説もある。タレスは、古代バビロニアで考案された予報術を用いたとヘロドトスは記し、これは次に述べるサロスであるとの説もあるが、サロスは当時のギリシャでは知られていなかったというのが天文学史の主導的見解であり、タレスは、それまでに伝えられていた大雑把な法則に基づいて日食発生の年を予言したが、月日までは言及できなかったと考えられる（タレスの日食）。
最も古くから知られていたのは前述の「サロス」と呼ばれるもので、紀元前6世紀頃にバビロニアで発見されていたとされ、またギリシャでは紀元前443年に数学者のメトンにより「メトン周期」が発見された。

### サロス
既に記したとおり、1朔望月は29.5306日であり、223朔望月は6585.3212日となる。月が交点を出て再び戻って来る（交点から始まる軌道を一周する）交点月は27.2122日であり、242交点月は6585.3575日で、前者にきわめて近い。また月が地球をめぐる公転軌道のうちで近地点に来た時を近点月と言うが、239近点月は6585.5375日で、やはり非常に近い。さらに1食年346.6201日を19倍する、すなわち19食年は6585.782日で、これも大差がない。そのため、223朔望月に当る18年と11日（閏年の配置によっては10日）と8時間ほどの周期でよく似た状況の日食（継続時間、食の種類等）が繰り返される。これがサロスと呼ばれる周期である。
ただ、余分の8時間が曲者で、次回の日食は経度でおよそ120度西にずれた所で起こる。その次はおよそ240度西方に動き、3回目で元の位置に戻る。そのため、実用上は3サロス、すなわち54年と約1ヶ月を用いるのがよい。下の表にサロスの実例を示す。3サロス毎にほぼ同じところで日食が起こっている事や、サロスは近点月や食年の倍数とよく一致しているので、毎回起こる食の状況も似ていることがわかる。
| 年月日（世界時） | 食の種類 | 食の起こる地域                                           |
| ---------------- | -------- | -------------------------------------------------------- |
| 1958年4月19日    | 金環食   | アラビア海、インドシナ、沖縄諸島、日本南沖、北太平洋中部 |
| 1976年4月29日    | 金環食   | 中部大西洋、北西アフリカ、地中海、ユーラシア南部         |
| 1994年5月10日    | 金環食   | 北太平洋東部、北アメリカ、北大西洋、北アフリカ西端       |
| 2012年5月20日    | 金環食   | 華南、日本、アリューシャン列島、北アメリカ               |
| 2030年6月1日     | 金環食   | 北アフリカ、地中海、中央アジア、沿海州、北海道           |

| 年月日（世界時） | 食の種類 | 食の起こる地域と食の概要                                                      |
| ---------------- | -------- | ----------------------------------------------------------------------------- |
| 1937年6月8日     | 皆既食   | 南太平洋東部、南アメリカ西岸。皆既継続時間7分4秒。20世紀第2位の長さの皆既日食 |
| 1955年6月20日    | 皆既食   | インド洋西部、東南アジア、南太平洋。皆既継続時間7分8秒。20世紀最長            |
| 1973年6月30日    | 皆既食   | 南アメリカ北部、北アフリカ、インド洋。皆既継続時間7分3秒。20世紀第3位         |
| 1991年7月11日    | 皆既食   | 中部太平洋、中央・南アメリカ。皆既継続時間6分53秒                             |
| 2009年7月22日    | 皆既食   | インド、華中、奄美群島、中部太平洋。皆既継続時間6分39秒。21世紀最長の皆既日食 |

| 年月日（世界時） | 食の種類   | 食の起こる地域と食の概要                                            |
| ---------------- | ---------- | ------------------------------------------------------------------- |
| 1995年10月24日   | 皆既食     | 西アジア、インド、東南アジア、西太平洋。最大継続時間2分10秒         |
| 2013年11月3日    | 金環皆既食 | 北アメリカ東沖、中部大西洋、アフリカ中央。皆既継続時間1分40秒       |
| 2031年11月14日   | 金環皆既食 | 北西太平洋、中部太平洋、パナマ。皆既継続時間1分8秒                  |
| 2049年11月25日   | 金環皆既食 | 紅海、アラビア海、インドネシア、西太平洋。皆既継続時間38秒          |
| 2067年12月6日    | 金環食     | 中央アメリカ、南アメリカ北岸、大西洋、アフリカ中部。皆既継続時間8秒 |

表を見ると、食により3サロスの間に経路が少し北上又は南下した事が分かる。サロスは不変ではなく、1000年程度の期間で、極地方の部分食から始まって少しずつ北上（あるいは南下）して赤道を越え、最後は反対側の極地方の部分食となって終わるという経過をたどる。また、サロス周期は約18年であるが、日食は毎年起こる。これは、複数のサロスが存在するためで、実際に18年間に40個ほどのサロスが食を繰り返しており、オランダの天文学者ゲオルグ・ファン・デン・ベルグがサロスに付けた通し番号が一般に使用されている。

### メトン（章法）
1年は365.2422日であり、19年は6939.6018日となる。一方、235朔望月は6939.6675日で、非常に近い。さらに20食年（346.6201日×20=6932.402日）とも近似する。したがって、ある日食からちょうど19年後には再び日食が起こる。これをメトン周期と呼び、中国では「章」又は「章法」と言った。
ただし、19年及び235朔望月に対し20食年との差が7日余り出るのが問題で、回を重ねるごとにこれが大きくなるので、予報としては5 - 6回くらいで使えなくなる。下の表にメトンの例を示す。
| 年月日（世界時） | 食の種類 | 食の起こる地域                             |
| ---------------- | -------- | ------------------------------------------ |
| 1993年5月21日    | 部分食   | 北アメリカ、北極、ユーラシア北西部         |
| 2012年5月20日    | 金環食   | 華南、日本、アリューシャン列島、北アメリカ |
| 2031年5月21日    | 金環食   | アフリカ大陸、インド南端、インドネシア     |
| 2050年5月20日    | 金環食   | ニュージーランド南東沖、南太平洋           |
| 2069年5月20日    | 部分食   | ドレーク海峡付近（南アメリカと南極の間）   |

他にも日食の周期性を用いた予報の種類は多い。

## 日食の経過

### 影の移動に基づく日食の経過

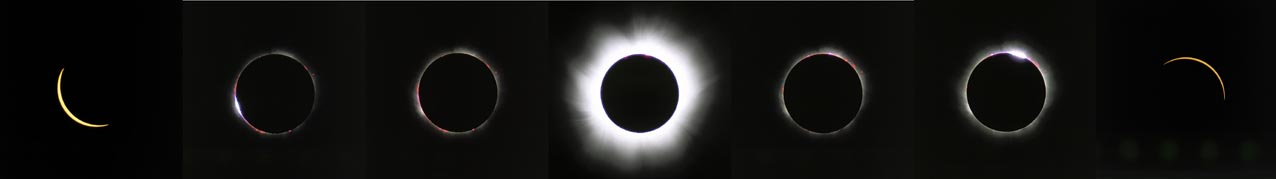
1999年8月11日の皆既日食の経過

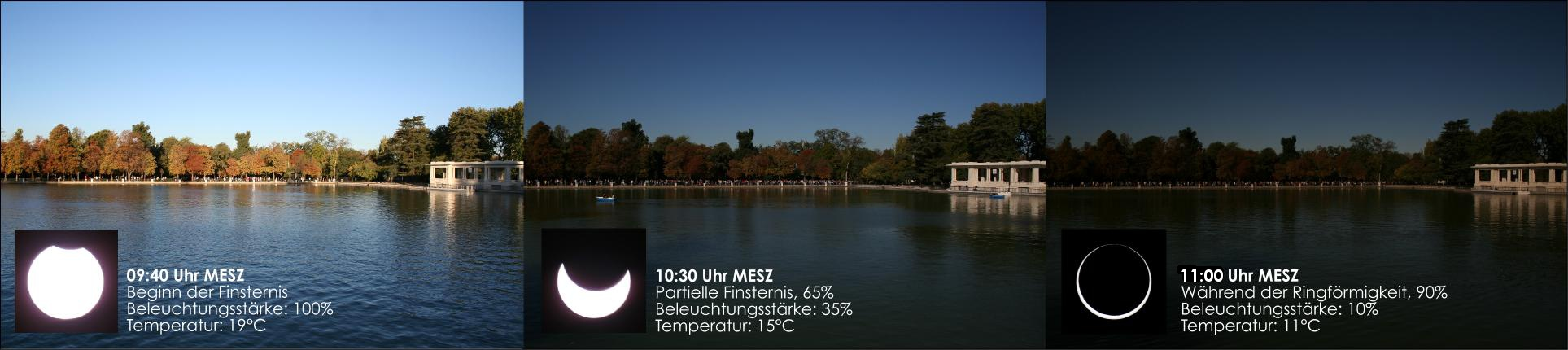
日食の進行による地上の明るさ
日食が進めば進むほど暗くなることが分かる

- 月の半影錐が地球を横切り始めると部分食が始まる。
- 月の本影錐が地球を横切り始めると皆既食または金環食が始まる。本影によって起こるこの2つの食を合わせて中心食と呼ぶ。
- 月の本影錐の軸が地球表面上を移動した軌跡を中心食線と呼び、この線上では太陽と月が同心円となる。
- 地球表面上での本影の面積が最大になる時点を食の最大または食甚と呼ぶ。
- 月の本影錐の軸が地球表面を横切り終わった所で中心食線は終わる。
- 月の本影錐が地球を横切り終わると皆既食または金環食が終わる。
- 月の半影錐が地球を横切り終わると部分食が終わる。

### 月と太陽の位置関係に基づく日食の経過
- 月が太陽を隠し始めた瞬間を第1接触と呼ぶ。古い用語では初虧（しょき）と言う。
- 月縁が太陽の輪郭の内部に完全に含まれた瞬間（金環食の場合）、または月によって太陽が完全に隠された瞬間（皆既食の場合）を第2接触と呼ぶ。同じく食既（しょっき）と言う。
- 日月の中心が最も接近した時を食の最大又は食甚（しょくじん）と呼ぶ。
- 月が太陽の輪郭の外に出始めた瞬間（金環食の場合）、または太陽が月の背後から再び現れた瞬間（皆既食の場合）を第3接触と呼ぶ。同じく生光（せいこう）。
- 月縁が太陽から完全に離れた瞬間を第4接触と呼ぶ。同じく復円（ふくえん）。

食の経過及び状況を示すために「食分」という数値が用いられる。

### 日食の継続時間
皆既食や金環食などの中心食は、多くの場合数分、時には数秒以下しか見られない。皆既食の場合、月が地球に近い所（近地点）にあって地球から見た際の視直径が大きく、地球が太陽から遠い所（遠日点）にあって地球から見た太陽の視直径が小さい時には、月が太陽を隠す時間が長くなり、継続時間も長くなる。また、月の影は地球上を西から東へ秒速1km（時速3600km余り）ほどで進んで行くが、赤道に近い低緯度地方で正午頃に見られるなら、地球の自転により月の影の移動速度が相対的に遅くなり、やはり継続時間が延びる。さらに、白道は黄道から5.1度ずれているので、地球に落ちる月の影も地表面を斜走するため、地球の自転方向が食の中心線と平行になる地域から見れば継続時間が伸びる。
そうした好条件が重なれば、皆既日食の継続時間は、稀ではあるが7分を越える。紀元前4000年から紀元6000年までの間では、紀元（西暦）2186年7月16日に起きる皆既日食が最も長く、7分29秒に及ぶ。この日食はサロス番号139番に属しており、このサロスは皆既継続時間が非常に長く、前後併せて5回も7分以上の皆既が起こる。21世紀中は7分を越える皆既日食はない。
金環食では、皆既食と逆の条件があれば長くなる。太陽と月の平均視直径を比較すると、太陽が32分、月が31分で、前者がわずかに大きく見える。仮に月と地球の公転軌道が完全な円であったなら金環食しか見られなくなる。軌道が楕円であるため視直径が変動し、皆既日食も金環日食も見られるのであるが、このような条件もあって、金環食の方が継続時間の長いものが多い。皆既食は最長でも7分30秒程度であるのに対し、金環食は稀に12分以上継続する事がある。

## 観測

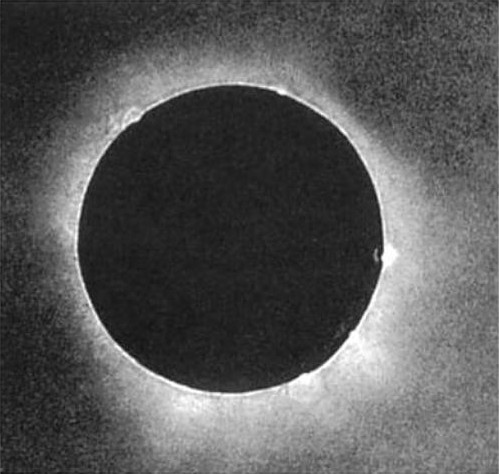
1851年7月28日のケーニヒスベルクにて撮影された世界最初の日食の写真

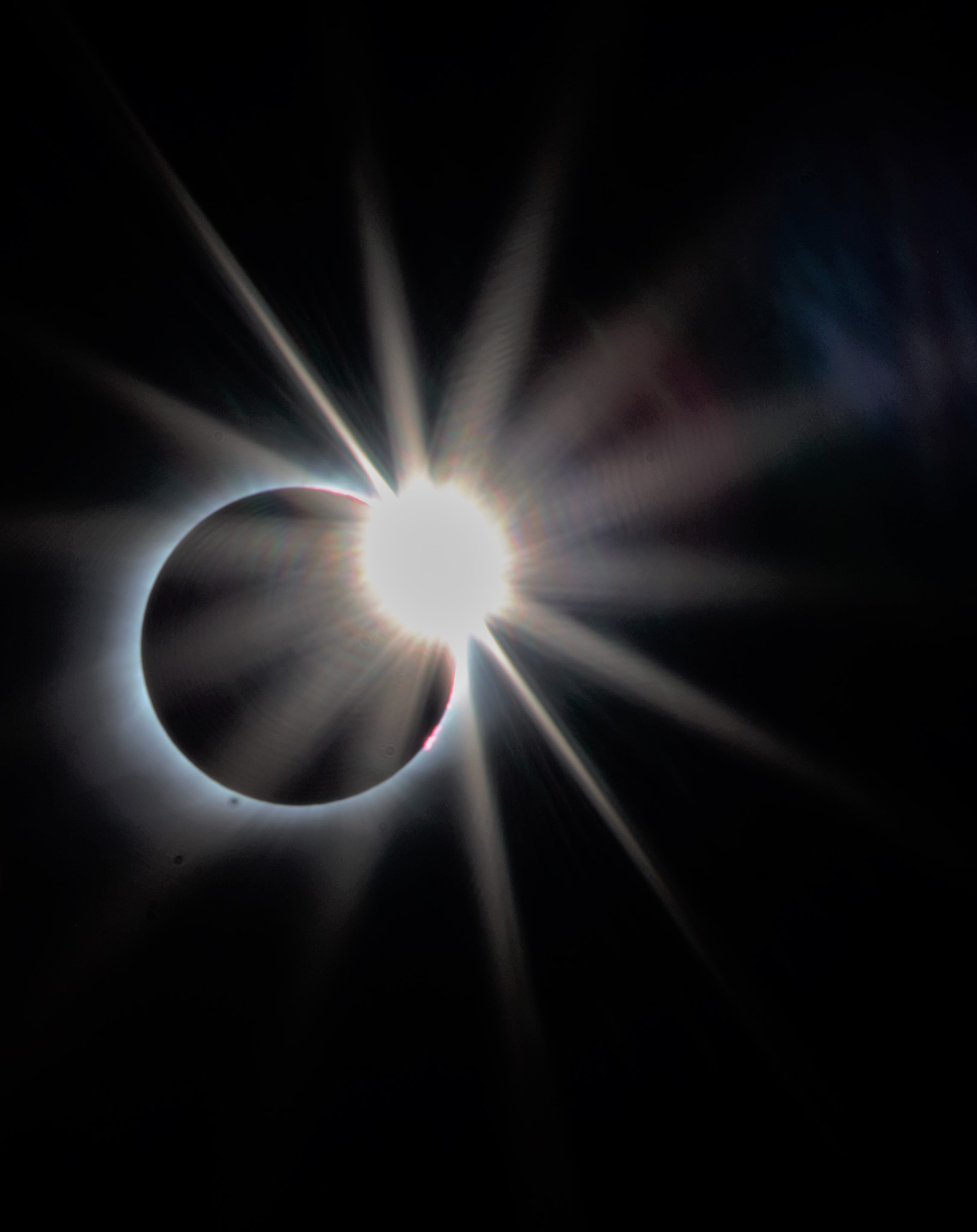
ダイヤモンドリング

皆既日食の際、普段は光球の輝きに妨げられて見ることができないコロナや紅炎の観測が可能になり太陽の構造・物理的性質を調べる絶好の機会となり、太陽のみならず恒星一般の研究にも大きな役割を果たす。
第2接触直前または第3接触直前には、月の表面にある起伏の谷間から太陽の光が点々と連なって見える状態になることがある。これを、原理を解明したフランシス・ベイリーの名を取ってベイリー・ビーズ（ベイリーの数珠）といい、古くから月に起伏がある証拠とされてきた。
また皆既食にて太陽がすべて隠れる直前と皆既が終わった直後、又は北限界線や南限界線から食を見る場合には、太陽の光が一か所だけ漏れ出て輝く瞬間があり、黒い太陽（実際は月）の周囲に細く内部コロナが輪状に見えるのと併せて宝石の着いた指輪に似た形状となる。これをダイヤモンドリングと言い、皆既日食の見所の一つである。これも、月面にある起伏による現象である。
皆既日食が起こると空がかなり暗くなり星の観測も可能な状態になる。そのわずかな時間を利用して1919年5月29日の日食で、一般相対性理論の検証がアーサー・エディントンによって行なわれた。皆既日食中に太陽周辺の星を観測すると、星からの光は太陽の重力場を通るため屈曲することになり、位置がわずかにずれる。一般相対性理論で予想される数値と実際に観測された数値とを比較することで、一般相対性理論の確かさが確認された。

### 観測方法と注意点

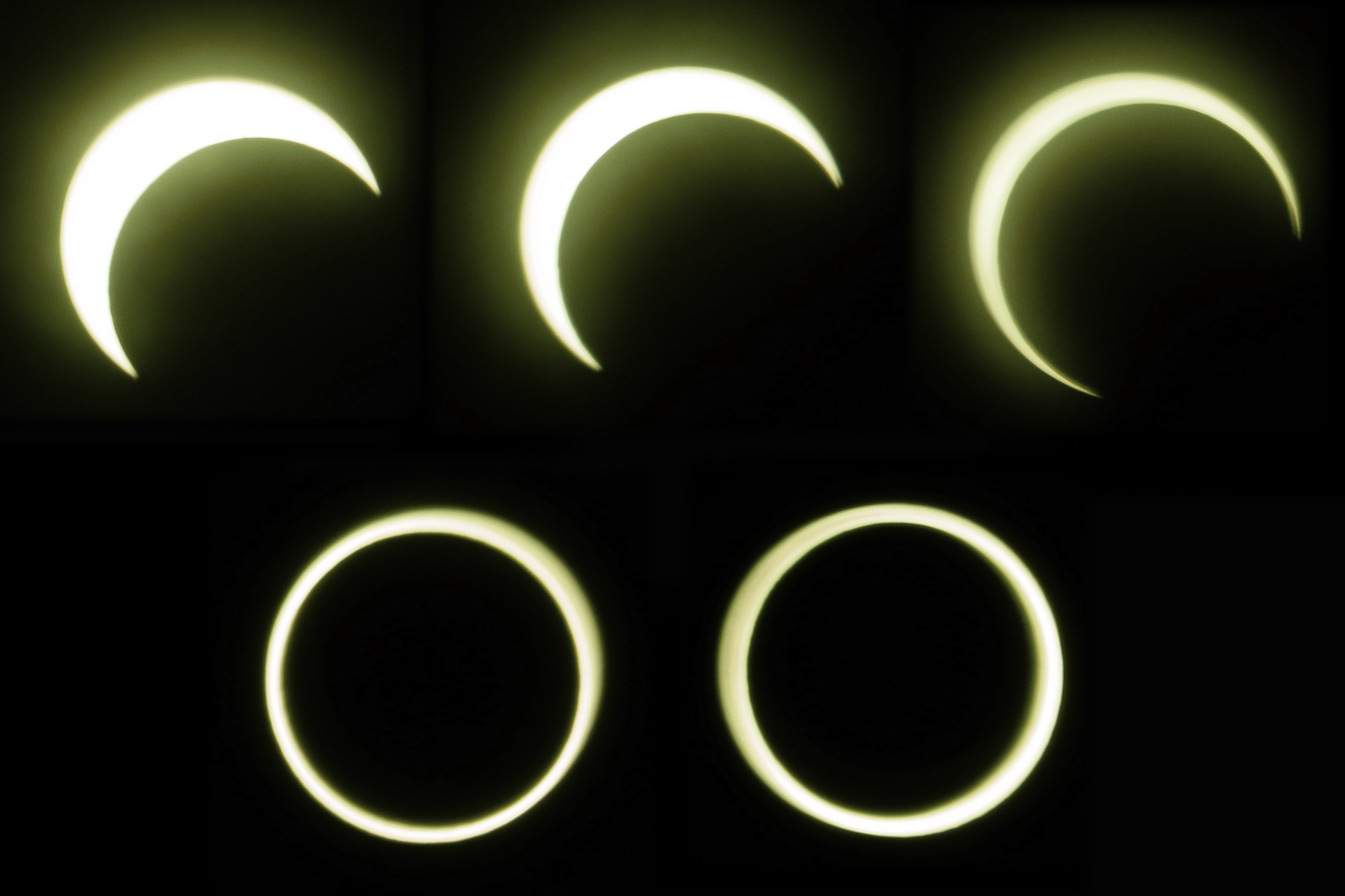
2012年5月21日にアメリカネバダ州で観測された金環日食の時系列画像

太陽光は光量が大きく有害な紫外線なども含まれるため、部分食や金環食のように太陽の光球が完全に隠されない日食を肉眼で直接観測すると日食網膜症を引き起こし、網膜のやけどや後遺症、ひどい場合には失明を引き起こすことがあるため一定の性能を満たした観測機器が必要となる。
- 日食観察グラス（日食グラス）による観測 - 日食を日食観察グラス（日食グラス）で観測する場合、一旦太陽に背を向けてグラスを目に当ててから太陽に向かって振り向くという動作をしなければならない。日食観察グラスの品質や性能についても留意が必要であり、透過率は可視光線で0.003%以下、赤外線で3%以下とされ（いずれも目安）、室内の蛍光灯を見てかすかに確認できる程度の見え方であり、LEDライトなどの強い光にかざしたときにひび割れや穴等の損傷が無いものであることが必要となる[15]。20世紀末頃まで一般に用いられてきた、すすを付着させたガラスや通常市販されている黒色の下敷き、カラーネガフィルムによる遮光では不十分である。また、上記のような適切な専用機器を使って正しい観測方法を行ったとしても、時間的な間隔を置かずに継続して観測することによって日食網膜症を引き起こすこともあり、1分観測するごとに2〜3分程度中断して目を休ませるべきだとされており、市販されている日食グラスにもその旨の警告がなされている。
- 減光フィルターを装着した天体望遠鏡・双眼鏡による観測
- 太陽投影板での観測 - 専用の機器がない場合でも、紙や薄い板などに針穴すなわちピンホールを開け、そこに日光を通して壁やスクリーンなどに投影すれば、欠けた太陽の形が安全に観測できる（右中央の写真）。自然の樹木の葉の影が作る小さな木漏れ日などでも、同じように欠けた太陽の形が観察できる[16]。
- 太陽望遠鏡による観測

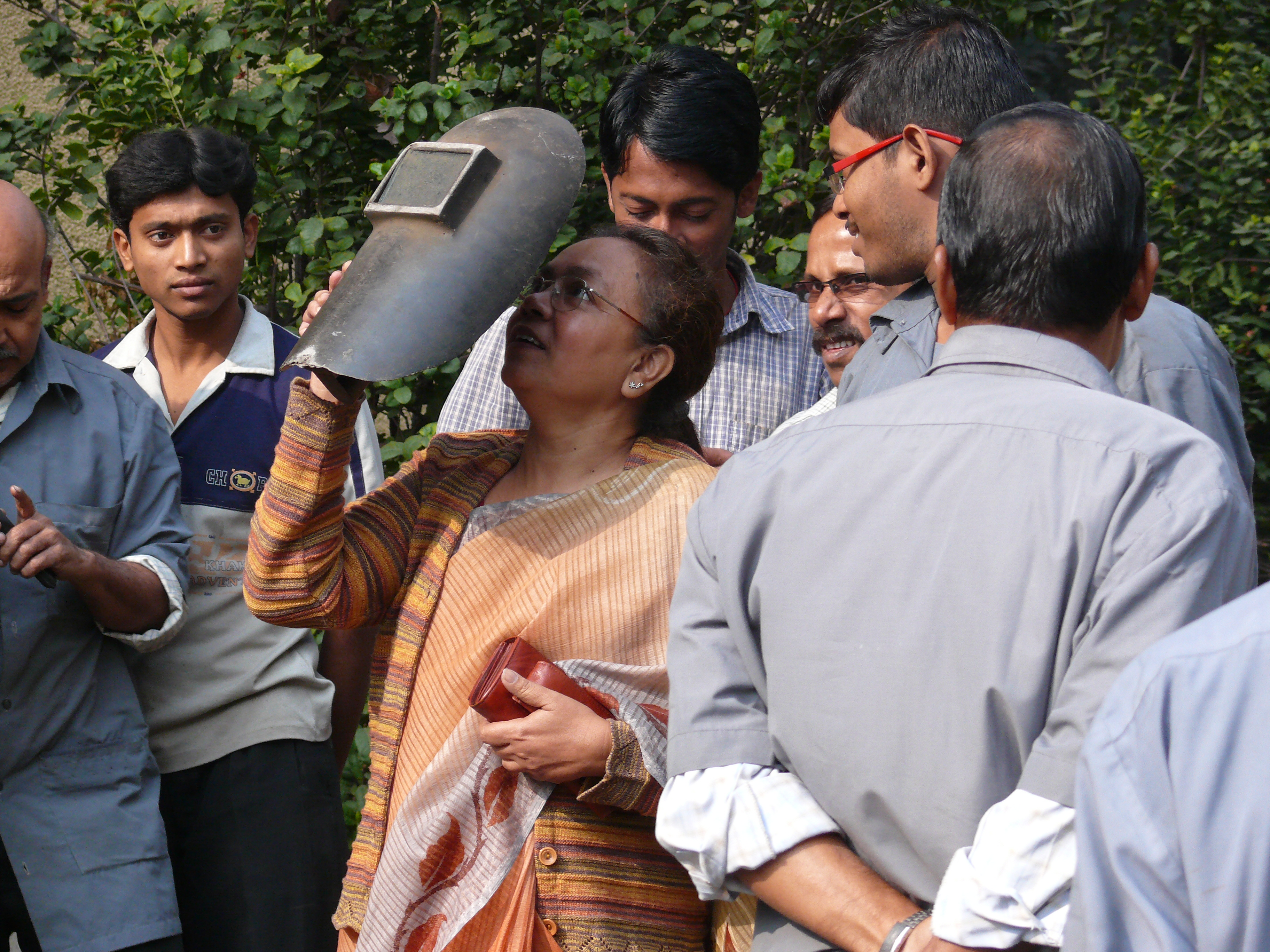
溶接用の遮光面で観測する人。日食の観測にはこのような強力な遮光が必要
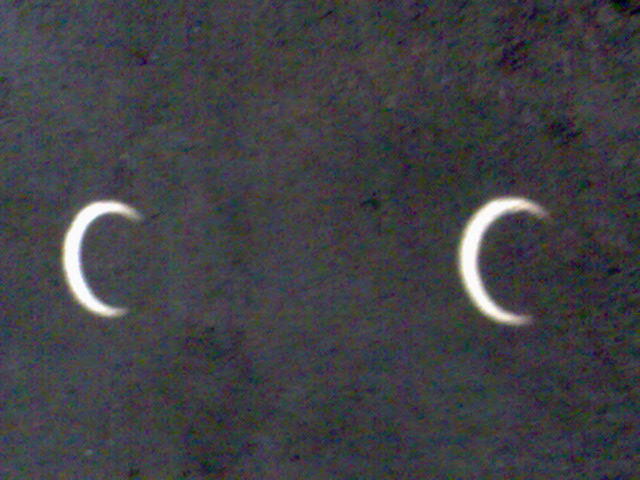
小さな穴を通した影は日食の形になる
- 木漏れ日も太陽像を呈する[17]

## 日食時に起こる諸現象

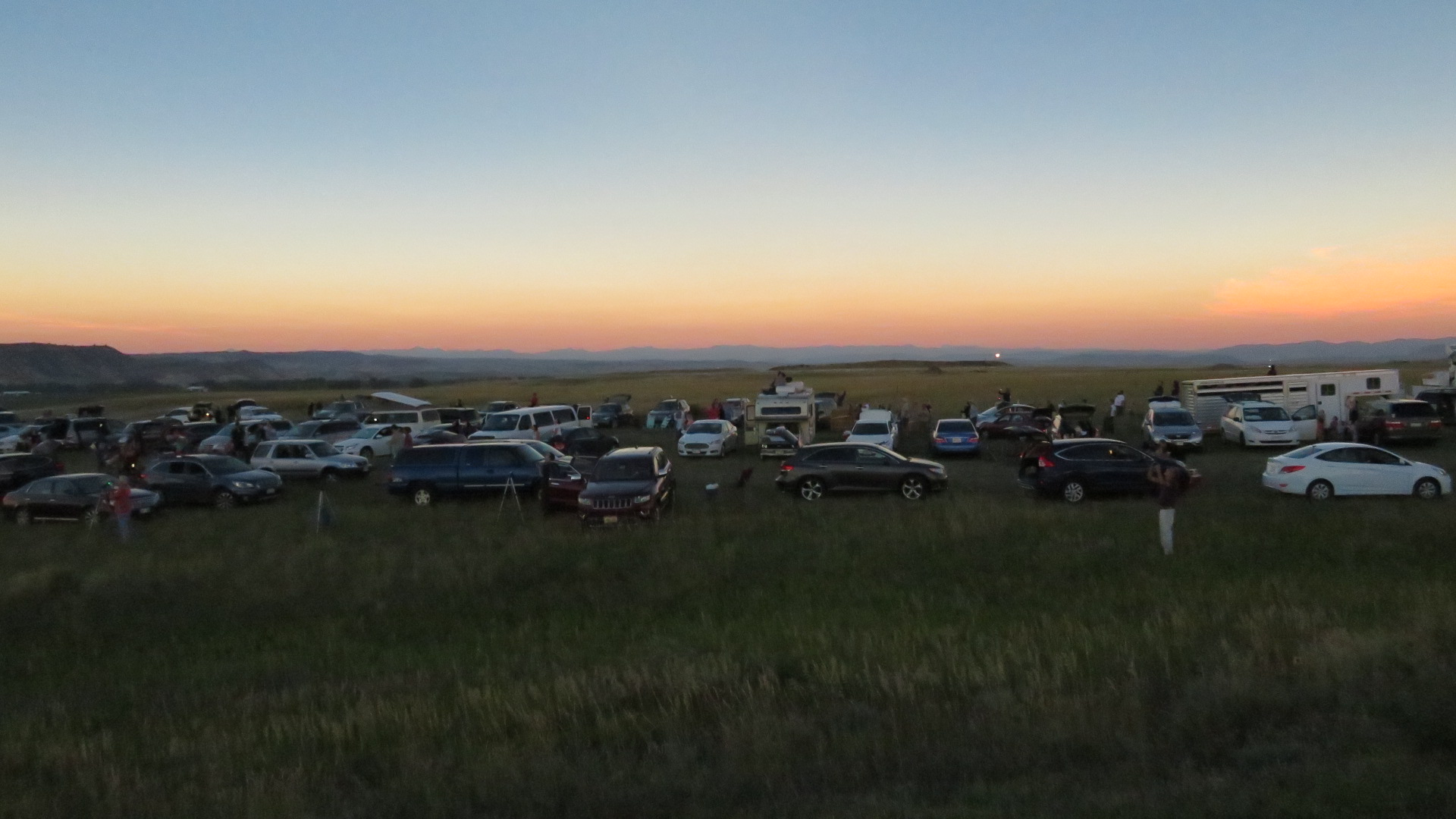
正午ごろの皆既食時に見られた地平線付近の夕焼けのような空（アメリカ、2017年8月）

日食の際は気温が少し低下することがある。1999年8月11日の日食におけるイギリスのデータでは、解析により日食による低下分を算出したところ最大3℃という値が得られている。またこの解析では、日食時に風速が平均0.7メートル毎秒低下、風向も平均で反時計回りに17°転回するという風の変化があったと報告されている。
日照の減少により太陽光発電の一時的な出力低下も生じる。2015年3月20日の日食において初めて電力系統に大きな影響を与える問題として取り上げられ、大陸欧州系統(UCTE grid)では晴れた日に90ギガワットある太陽光出力のうち34ギガワット分が一時的に低下すると推定され対策が講じられた。
皆既食のときには、地平線付近の低空の全方向で空が夕焼けや薄暮のようなオレンジ色に色づく現象が見られる。色づきは太陽光が当たっている遠くからの散乱光に由来しており、普段も存在するが青い光が強いため見えない。
皆既食になる直前および終了直後の部分食のとき、プールの底にできる光の模様のような明暗のゆらめきが日光に生じる。shadow bands, flying shadowsなどと呼ばれる。皆既食の直前直後は三日月のような細長い太陽が光源となり、大気の乱流による光の屈折が現れることで生じると考えられている。
日食のとき、例えば鳥やリスが巣に戻ったりコオロギが鳴きはじめたりといった動物の行動変化が観察されることも知られている。動物園の飼育動物では普段夕方や夜間にとる行動がみられたという報告がある。

## 日食観測の歴史

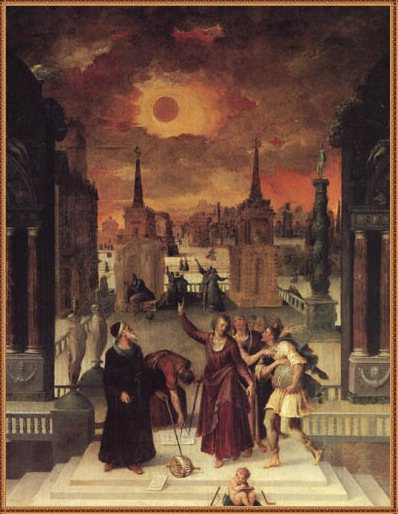
『日食について研究する天文学者たち』（アントワーヌ・カロン画、1571年）

人類にとって太陽はすべての生命の根源であり、世界全体を照らす最も重要な天体である事は古くから周知されており、世界各地の神話や宗教などで最高神として崇められてきた。その太陽が陰り、時には完全に隠れ、明るかった空が暗くなるということは、科学的な説明が浸透する以前の人々にとっては重大な出来事として認識された。そのため、彗星と共に天変地異を予告する凶兆として恐れられた。
近代天文学が確立する以前、多くの文明で日食や月食を説明する神話が長い間語り継がれてきた。これらの神話の多くでは、日月食は複数の神秘的な力の間の対立や争いによって起こるとされた。例えばヒンドゥー教の神話では、食が起こる月の昇交点がラーフ、降交点がケートゥという2人の魔神として擬人化され、この二神の働きによって食が起こると考えられた。この二神が象徴する二交点は後に古代中国で「羅睺星」「計斗星」の名で七曜に付け加えられ、九曜の一員を成している。
また北京天文台には日食神話を描いた石の彫刻があり、以下のような説明が添えられている。
「この彫刻の絵は日食の原因を説明している。金烏（太陽の象徴）の中心がヒキガエル（月の象徴）によって隠されている。漢時代の人々はこの現象を太陽と月の良い組み合わせと呼んでいた」
ここで金烏とは金色（太陽）の中にいるという三本足の烏（八咫烏を参照のこと）であり、ヒキガエルは月のクレーターの形に由来するものである。この解説文からは、当時の文化において天文現象としての事実の認識と現象に対する愉快な見立てとが両立していたことが窺える。
ヴァイキングたちの伝承を記した『スノッリのエッダ』ではスコルと呼ばれる狼が太陽を常に追いかけており、狼が太陽に追いつくと日食になるという記述がある。そして、世界の終わりの日に狼はついに太陽を完全に飲み込んでしまうという。
日本においては、計算上は邪馬台国の時代、卑弥呼が死んだとされる247年と248年に日本列島で日食が起きた可能性が推測されている。国立天文台では「特定された日食は『日本書紀』推古天皇36年3月2日（628年4月10日）が最古であり、それより以前は途中の文献がないため地球の自転速度低下により特定できない」としている。

## 文化
- 天岩戸
- 天狗 (中国) - 月と太陽を食べて日食と月食を起こす、9つの太陽を撃ち落とした羿の飼っていた猟犬。嫦娥の残した薬を舐めて巨大化・狂暴化し嫦娥を追いかけて天に上った。天狗食日（月）を止めさせるため地上では爆竹や銅鑼や太鼓を打ち鳴らすこととしている。
- アペプ - 太陽神ラーが乗る太陽の船の航行を妨害して日食を起こすと伝わる。
- 天慶和句文 - 山東京伝著の黄表紙。天体・気象を擬人化しており、太陽は「日食」という持病に悩まされている[28]。